# Ключевое (озеро)
Ключевое — озеро на полуострове Камчатка.
Является пресноводным озером Камчатки, его площадь составляет около 8 км². Имеет продолговатую форму, его размеры 4×2 км. Почти со всех сторон оно окружено крутыми стенами.
Озеро имеет вулканическое происхождение, в современном виде образовалось в 1907 году в результате извержения вулкана Ксудач. Озеро находится в восточной части кальдеры вулкана Ксудач, озёра — Ключевое и Штюбеля, отделённые друг от друга узкой перемычкой. Питание озера смешанное.
Озеро Ключевое не имеет открытого стока. Ледостав с января по середину июня.